# Port-Aviation
 (août 2014).
Si vous disposez d'ouvrages ou d'articles de référence ou si vous connaissez des sites web de qualité traitant du thème abordé ici, merci de compléter l'article en donnant les références utiles à sa vérifiabilité et en les liant à la section « Notes et références ».

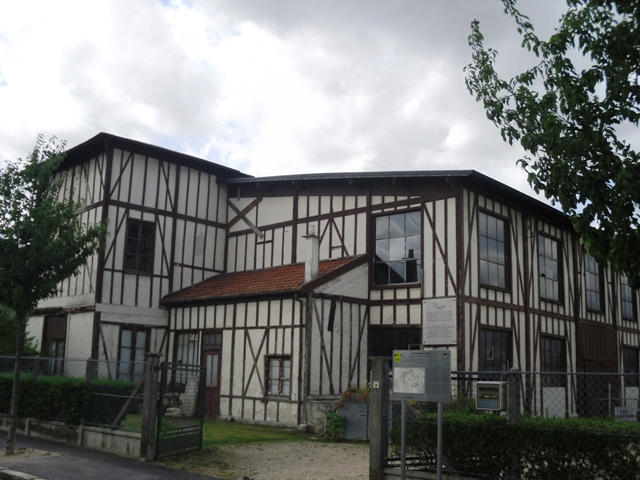
L'ancien mess en 2009, seul bâtiment subsistant.

Port-Aviation, sur le territoire de la commune de Viry-Châtillon (Essonne), est un aérodrome.
On en doit le projet à l'architecte français Guillaume Tronchet (1867-1959). Conçu pour accueillir les meetings avec une piste en ellipse de 4 km et des gradins de 7 000 places, il reçut le 23 mai 1909 un premier meeting aérien, et fut actif jusqu'au 1er janvier 1918.
Situé sur des terrains facilement inondables il fut abandonné au terme d'une décennie glorieuse pour les pionniers de l'aviation, ainsi que pour les aviateurs combattants du premier conflit mondial.
Il en subsiste aujourd'hui le mess des officiers.
C'est en son souvenir que la ville de Viry-Châtillon a adopté en 1974 un blason portant notamment une hélice d'avion, et en 1995 un logotype municipal ayant pour motif principal le Blériot XI, l'avion de Louis Blériot.

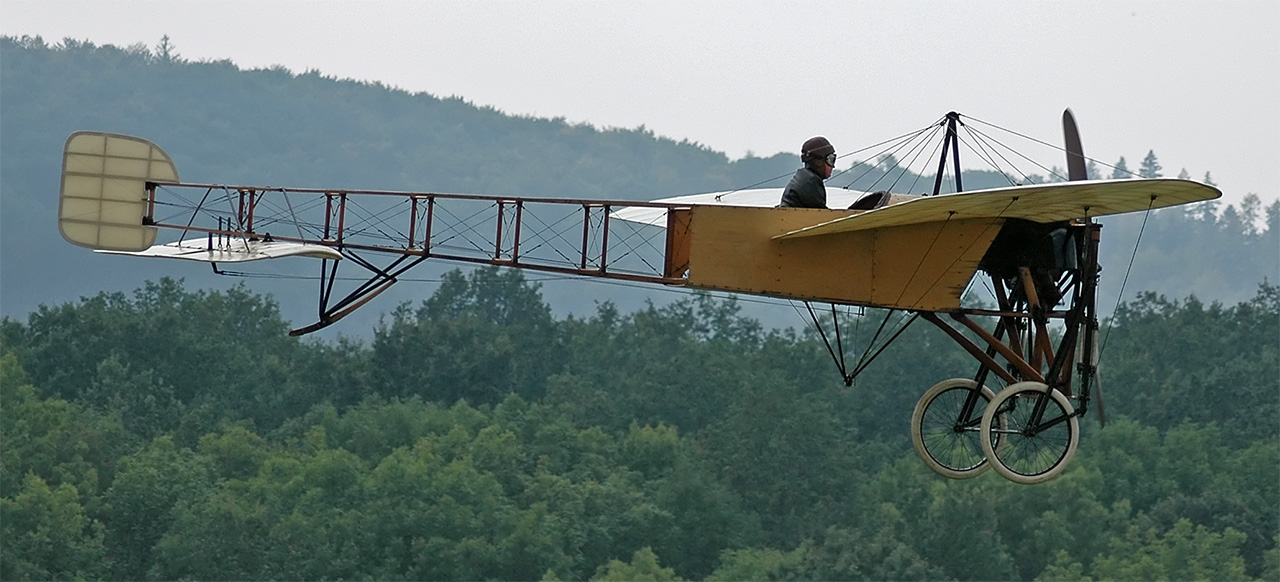
Blériot XI

## Historique
- Si vous ne connaissez pas le sujet, laissez ce bandeau (vous pouvez alors contacter les auteurs).
- Si vous supprimez le contenu mis en cause (vous pouvez préalablement contacter les auteurs),

argumentez précisément cette suppression dans la page de discussion
(un manque de référence n'est pas un argument ; une recherche réelle de référence doit avoir été effectuée, être formellement documentée).
Au début du XXe siècle, Viry était un petit village, relié à Châtillon par deux routes, le Boulevard Husson et l’actuelle rue Francœur. Plusieurs maisons s’alignaient le long de ces voies et en quelques points de la route nationale. En raison de la proximité de la gare de Juvisy, deux lotissements de maisons d'habitation se développent : l’un sur le parc du château des Marches (actuel conservatoire de musique) et l'autre, le lotissement de Belles Fontaines, au pied de la Cour de France.
Les carriers n’exploitaient pas les sablières ; les terres de la vallée étaient cultivées. Des vignes et des pommiers couvraient le coteau. L'Orge serpentait, libre, dans la plaine basse. Les inondations étaient fréquentes ; un gros orage faisait déborder les eaux dans les prés. Si une période de sécheresse s’installait, l’usine de Juvisy (la marbrerie) et les forges d’Athis puisaient dans le courant et le débit de l’eau s’étiolait dans le bras de Viry.
Descendant du plateau pour traverser la vallée de l'Orge, l’aqueduc de la Vanne et du Loing longeait le mur du parc du château de Savigny et bordait un grand espace cultivé, s’étirant du village à la route nationale. Le Boulevard Gabriel Péri actuel et les autres routes n’existaient pas. Deux chemins ruraux traversaient cette basse plaine. Le « grand chemin herbu » partait approximativement du marché et permettait d’atteindre le bas de la Cour de France, en passant la rivière à pieds au gué Héron. Viry était alors un village de campagne.
La municipalité avait développé des écoles, encadrant la mairie (actuellement M.J.C. Maryse Bastié). 
Ce grand espace foncier de Port-Aviation appartenait alors à deux grandes familles : les châtelains de Savigny possédaient environ la partie comprise entre le futur Boulevard Gabriel Péri et Savigny ; la famille Piketty avec quelques petits propriétaires, détenaient l’autre partie. Aussi, quant à l’initiative de Delagrange, les membres de « la Société d’Encouragement à l’Aviation » voulurent installer un terrain d'aviation proche de la capitale, les Parisiens furent enthousiasmés. Les gares de Juvisy et de Savigny étaient proches et les trains, fréquents. La Société loua facilement les terres appartenant aux familles Piketty et Duparchy sans avoir recours à la municipalité. 
Port-Aviation n’était pas un aérodrome au sens moderne actuel, mais un champ de courses pour les avions, comme un hippodrome est destiné aux chevaux. Les aéroplanes effectuaient des tours dans l’air au-dessus de ce terrain rond, devant des spectateurs nombreux, installés dans des tribunes ou essaimés tout autour du terrain. L’aviation naissante était alors considérée comme un sport pour des « illuminés », se réalisant dans un immense cirque où des pilotes évoluaient sur leurs aéroplanes.
Au moment de la création de Port-Aviation, les avions atteignaient une dizaine de mètres  de hauteur et commençaient à prendre des virages. Alors que les essais se faisaient sur les hippodromes de la région parisienne, comme Issy-les-Moulineaux ou Bagatelle, la présence d'un terrain spécialement réservé à l’aviation enthousiasma les aviateurs et les constructeurs mais surtout les Parisiens qui affluèrent en masse, à l’occasion de premiers meetings aériens. 
La « Société d’encouragement à l’Aviation » et son président font appel à l’architecte du gouvernement, Guillaume Tronchet afin de construire et d’organiser les installations nécessaires au bon fonctionnement d’un aérodrome. Gabriel Voisin, architecte de Juvisy, trace et fait homologuer les pistes. Port-Aviation est inauguré le 23 mai 1909. 
L’exploit de Louis Blériot du dimanche 25 juillet 1909 – « performance qui en soi n’avait rien d’extraordinaire et qui consistait à voler au-dessus de la mer, sans repère, sur une trentaine de kilomètres (L’Illustration)» - renforça l’attrait de la population pour l’aviation. 
Eugène Lefebvre a été le premier pilote au monde à mourir aux commandes d'un avion motorisé, le 7 septembre 1909 sur le terrain de Port-Aviation,. Les causes de l'accident n'ont pas pu être établies: défaillance humaine ou technique?

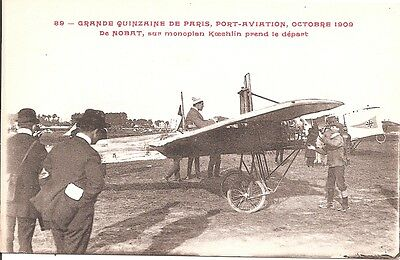
Grande Quinzaine de Paris en 1909

Port-Aviation voit défiler de nombreuses réunions d’aviation et surtout la « Grande quinzaine » d'octobre 1909 où se succèdent des exploits entraînant des records comme celui du comte de Lambert qui, sur son Wright no 20 en partant de Port-Aviation, contourna la Tour Eiffel avant de revenir atterrir à son point de départ, en se guidant avec le ruban argenté de la Seine à son retour. Pour la première fois un pilote survole une ville, sans possibilité d’atterrir en cas de danger. 
Port-Aviation accueille en 1911 le départ de la course d'avions Paris-Rome dont le vainqueur, l'aviateur André Beaumont, reçoit la bénédiction de Pie X.
Le terrain est utilisé pendant la Première Guerre mondiale, des écoles d’aviation s'y succédant pour former de très nombreux pilotes, le Nord de la France ainsi que la Belgique étant occupés par l’armée allemande. Mais, soumis aux inondations répétées et à l’étroitesse du terrain bordé de coteaux, la mauvaise situation de Port-Aviation conduit à sa fermeture. En 1917, les Américains installeront un terrain sur le plateau situé plus au Nord, à proximité d'Orly.
En 1918, n’ayant pas trouvé assez de sable à extraire dans le secteur, la Société Piketty fit allotir les terrains, vendus par unités d'environ 350 m2. Entre 1920 et 1930, les nouveaux propriétaires subissent à leur tour maintes inondations mais en 1932, l’Orge, qui traversait la plaine, est canalisée et une station de pompage est installée.

## Mess des officiers
Au XXIe siècle, Port-Aviation est un très grand espace pavillonnaire formant un ensemble hétérogène.
Pour le visiteur curieux, un circuit piétonnier marque par des panneaux dédiés les vestiges de l'aérodrome : le mess des officiers, l'entrée principale, les installations, les pionniers, les chemins herbus, le grand étang et l'hydravion, le poste de contrôle et le sémaphore, l'entrée (route de Fontainebleau), l'entrée (route de Savigny-sur-Orge), les hangars des écoles de pilotage.
Le seul vestige de ce glorieux passé demeure le mess des officiers construit par Guillaume Tronchet. Ce bâtiment, fait de bois et de panneaux de plâtre, attend une rénovation. Savoir qu’il a vu voler les premiers avions, qu’il a accueilli à sa table des hôtes prestigieux comme Delagrange, Blériot, Farman, Paulhan  et des personnalités illustres, confère à ce bâtiment une porte vers des souvenirs oubliés où des exploits, bâtis à coups d’intelligence, de recherches et d’efforts[style à revoir].